# Hotel Sontag
El Hotel Sontag (en coreano: 손탁호텔) fue el primer hotel europeo en Seúl, Corea del Sur, construido en 1902. El hotel fue otorgado a la ruso-germana, Sontag por Gojong del Imperio coreano con 25 habitaciones. Ella era familiar del embajador ruso, Karl Waeber. Se dice que ella podía hablar alemán, ruso, Inglés y también un poco de la lengua Coreano, ganando amplio reconocimiento por parte de la familia real. Sin embargo, ella  casi fue expulsada de Corea en la etapa en que Japón tuvo un fuerte control de la península de Corea y que acabó con la anexión. El hotel fue vendido en 1917 y finalmente demolido en 1922.